# McLaren M30
La McLaren M30 è una vettura di Formula 1 progettata da Gordon Coppuck in monoscocca d'alluminio e spinta dal tradizionale propulsore Ford Cosworth DFV. La M30 venne utilizzata nel corso della seconda parte della stagione 1980.

## Carriera agonistica

### Stagione

La M30 guidata da Prost a Imola nel Gran Premio d'Italia 1980

La vettura fece il suo debutto in gara nel Gran Premio d'Olanda, undicesima gara stagionale, per sostituire il modello M29. Guidata dal solo Alain Prost, ottenne un punto, giungendo sesta. Nella parte restante della stagione, tre gare, non ottenne altri piazzamenti a punti. Venne guidata dal solo pilota francese essendo esistente un solo modello. L'unico modello venne infine danneggiato nelle prove del Gran Premio degli Stati Uniti d'America-Est.
Vista la scarsa efficienza la M30 non venne riproposta nella stagione seguente quando, in attesa della rivoluzionaria MP4/1, venne utilizzata la McLaren M29F. Fu l'ultimo modello della McLaren denominato con la lettera "M". Dal 1981 infatti, dopo la fusione con la Project Four di Ron Dennis, la sigla delle vetture della scuderia inglese è MP4.

## Risultati in Formula 1
| Anno | Team    | Motore | Gomme | Piloti |  |  |  |  |  |  |  |  |  |  |   |   |     |    | Punti | Pos. |
| ---- | ------- | ------ | ----- | ------ |  |  |  |  |  |  |  |  |  |  | - | - | --- | -- | ----- | ---- |
| 1980 | McLaren | Ford   | G     | Prost  |  |  |  |  |  |  |  |  |  |  | 6 | 7 | Rit | NP | 1     | 9º   |

| Legenda | 1º posto     | 2º posto | 3º posto    | A punti         | Senza punti/Non class.  | Grassetto – Pole position Corsivo – Giro più veloce |
| Legenda | Squalificato | Ritirato | Non partito | Non qualificato | Solo prove/Terzo pilota | Grassetto – Pole position Corsivo – Giro più veloce |